# 法案评议委员会

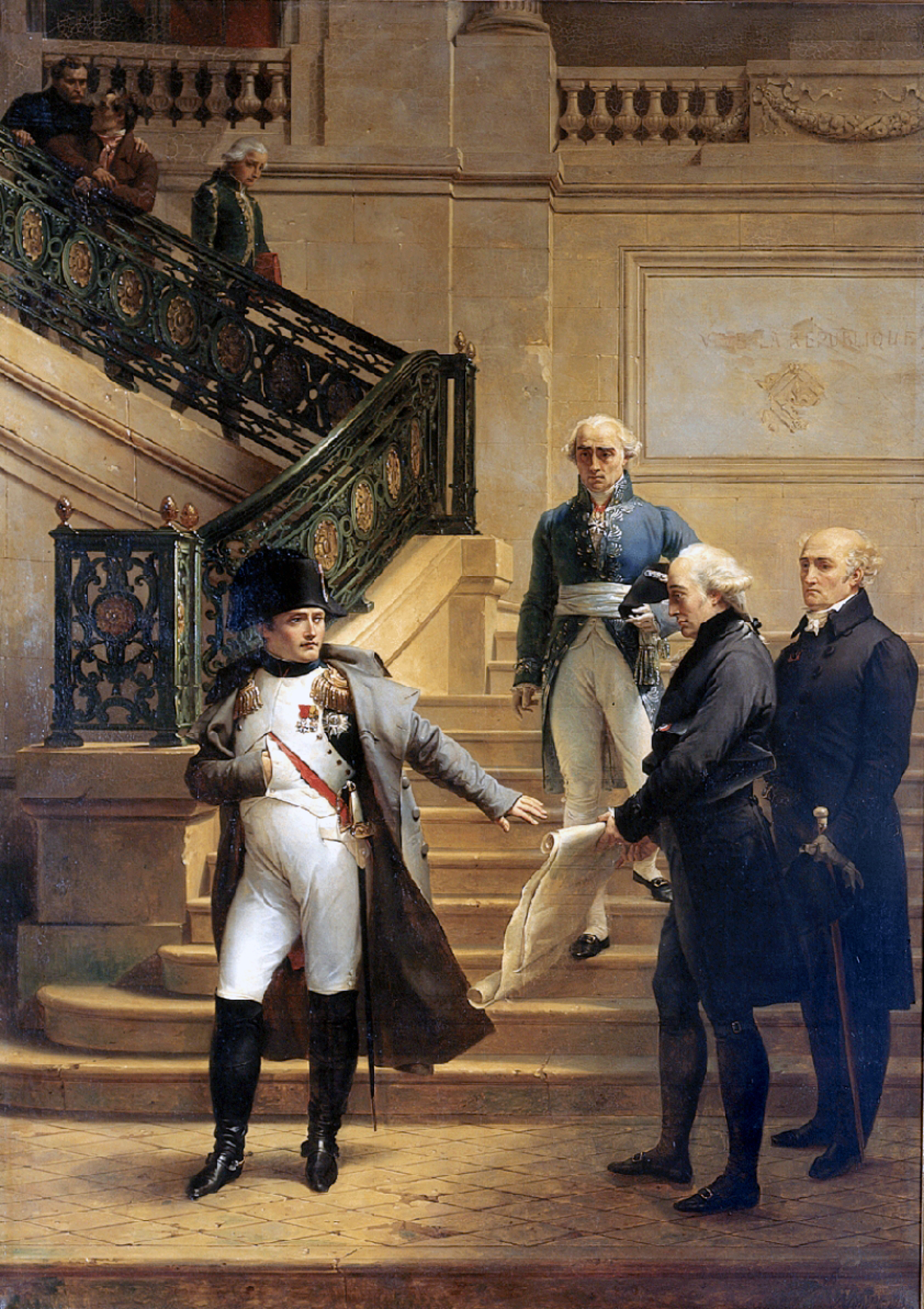
拿破仑在法案评议委员会

法案评议委员会（法語：Tribunat）是依《共和八年宪法》在法国设立的三个立法机构之一（其他两个为立法团和参议院）。法案评议委员会于1800年1月1日与立法团一同成立，首任主席为历史学家皮埃尔·多努。护民院承担了五百人院的一些职能，但它的作用只是在立法团通过法律之前审议起草的法律，而立法创议权仍由最高行政法院掌握。